# あんたにグラッツェ!
『あんたにグラッツェ!』およびその後継番組『あんグラ★NOW!』（あんグラ ナウ）は、2001年4月4日から2004年3月25日まで日本テレビ系列局で放送されていた中京テレビ制作のバラエティ番組。

## 概要
高田純次、大竹まこと、渡辺正行の「オヤジ三人組」が関東地方各地でロケを敢行していた番組で、彼らが毎回ゲストの女性芸能人たちからヒモのように何かを奢ってもらうことをコンセプトにしていた。番組の略称『あんグラ!』は、この3人がかつてアンダーグラウンド劇場、略してアングラの出身者もしくは経験者であることにも掛けている。
テレビガイド誌や番組のオフィシャル本で渡辺が語るには、番組収録は原則2本撮りで、1本目と2本目の違いの1つは「高田さんのテンションの違い。これを見分けられたら、番組の通。」とのことである。高田は2本目の事はお構いなしに1本目からハイテンションで収録に臨んでいるからとも述べている。
『あんたにグラッツェ!』時代には『ZZZ』枠内で放送されていたが、同枠が『夜は別バラ22:54』へリニューアルするのに伴い、この番組も同枠内へ移動。同時に番組タイトルも『あんグラ★NOW!』と改められた。また、レギュラー放送と並行して『高田・大竹・渡辺のオヤジ三人旅』（たかだ おおたけ わたなべのオヤジさんにんたび）という関連特番も年に1回ほどのペースで放送されていたが、こちらは高田たちレギュラー陣たちとゲストの男性芸能人が日本各地の「看板娘」を探しに旅に出るという内容だった。同特番は『あんグラ★NOW!』の終了後もしばらく続いていたが、2009年2月1日に放送された草津温泉の回をもって終了。以後は、替わって高田とアンタッチャブルの山崎弘也がゲストの男性芸能人とともに旅をする『テキトー男3人旅』という特番が2010年から2012年まで3回、女性ゲストと旅した「高田純次・ザキヤマ・土屋アンナのテキトー旅in南の島」2014年1月4日に放送された。

## 放送時間
時刻はいずれもJST。

### あんたにグラッツェ!
- 毎週水曜 24:12 - 24:45 （『ZZZ』水曜第2部、2001年4月4日 - 2002年9月25日） - 基本時間。『NNNきょうの出来事』の放送状況により変動。

### あんグラ★NOW!
- 毎週月曜 22:54 - 23:24 （『夜は別バラ22:54』月曜、2002年9月30日 - 2003年9月22日）
- 毎週水曜 22:54 - 23:24 （『夜は別バラ22:54』水曜、2003年10月1日 - 2004年3月24日）

### 高田・大竹・渡辺のオヤジ三人旅
- おおむね日曜 15:00 - 16:25 （不定期放送、2001年3月 - 2009年2月1日）

## スタッフ

### あんたにグラッツェ!→あんグラ☆NOW!
- ナレーター：伊倉一恵
- 構成：そーたに、中野俊成、北本かつら、本田水奈子、穂坂友宏、有田真平、丸二祐亮
- リサーチ：角田さち代、オンリー・ユー
- カメラ：渡辺滋雄、玉木政之、加藤誠一
- 音声：池田正義
- 音効：白川亮太（マジカル）
- 編集：安井純治、古橋満希夫
- MA：大竹雄一
- タイトルCG：森山ヒロカズ（オフィスDレンジ　現：森三平）
- デスク：小澤慧里子
- 広報：橋本香（CTV）
- 技術協力：ヌーベルバーグ、スタジオWELT
- スタイリスト：鍋田由美（高田純次担当）、勝俣淳子（大竹まこと担当）、広瀬尚子（渡辺正行担当）
- 音楽協力：日本テレビ音楽
- 制作協力：TVSTATION、MADWORDS
- ディレクター：井熊俊博、阿部紘孝
- 演出：村井清隆（CTV）、竹田次彦
- プロデューサー：黒宮英作・高橋潔・苅谷隆司（CTV）、清水晃（TVSTATION）、小澤洋子（MADWORDS）
- 製作著作：中京テレビ

### 高田・大竹・渡辺のオヤジ三人旅
- ナレーター：柏田ユウリ
- 構成：中野俊成、今村クニト
- ディレクター：森田浩史
- 演出：竹田次彦　富田恭彦
- プロデューサー：黒宮英作、田頭泰樹
- ゼネラルプロデューサー：苅谷隆司
- 制作協力：中京テレビ映像企画
- 製作著作：中京テレビ

## 関連メディア

### 書籍
- あんグラ★NOW! オヤジの神ワザ・美女156 （イチコロ）（2003年5月8日発売、学習研究社、ISBN 978-4054020474）

### DVD
- 高田・大竹・渡辺のオヤジ三人旅 本気で美人看板娘を探せ!! in 草津（2010年1月27日発売、バップ）